# Шуйский округ
Шу́йский о́круг — административно-территориальная единица Ивановской Промышленной области, существовавшая в 1929—1930 годах.
Шуйский округ был образован в 1929 году как Иваново-Вознесенский. Центром округа был назначен Иваново-Вознесенск, но вскоре он был перемещён в город Шую.
Округ был разделён на 8 районов:
- Ивановский,
- Ландеховский,
- Писцовский,
- Родниковский,
- Середской,
- Тейковский,
- Шуйский,
- Южский.

30 июля 1930 Шуйский округ, как и большинство остальных округов СССР, был упразднён. Его районы отошли в прямое подчинение Ивановской Промышленной области.

## См.также
- Шуйский уезд до 1778 года
- Шуйский уезд после 1778 года